# دعوة للحياة (فلم)
دعوة للحياة هو فيلم درامي مصري من إنتاج سنة 1973، ومن بطولة صلاح ذو الفقار، وميرفت أمين، إخراج وتأليف مدحت بكير، وإنتاج المؤسسة المصرية العامة للسينما.

## ملخص القصة
يرتبط المهندس الشاب محسن بحنان ويتزوجان، ويعانيان من أعباء الحياة، وسداد أقساط الأثاث والديون، ويتفقان على تأجيل الإنجاب حتى تستقر الحياة. يعاني محسن من تسلط، ونفاق مديره وأثناء عودته من العمل تخبره زوجته حنان بحملها فتزداد انفعالاته، وثورته ويشعر باليأس، وإذا به يفاجأ بنقل مديره لمصلحة أخرى، ويعلم عن مسابقه كبرى يتقدم إليها.

## طاقم التمثيل
| - صلاح ذو الفقار - ميرفت أمين - محمود المليجي - أشرف عبد الغفور - عقيلة راتب - آمال زايد - عبد المنعم إبراهيم - توفيق الدقن - نظيم شعراوي - بدر نوفل | - محمود أبو زيد - عبد العظيم عبد الحق - محمود العراقي - مختار السيد - سامية محسن - كمال الزيني - منير حلمي - باهر السيد - علاء فريد |

## وصلات خارجية
- مقالات تستعمل روابط فنية بلا صلة مع ويكي بيانات